# Болото (Лужский район)
Боло́то — деревня в Толмачёвском городском поселении Лужского района Ленинградской области.

## История
Впервые упоминается в Писцовой книге Водской пятины 1500 года, как деревня Болото на Ещере в Никольском Бутковском погосте Новгородского уезда.
Под названием Болоты деревня упоминается на карте Санкт-Петербургской губернии Ф. Ф. Шуберта 1834 года, близ неё располагались постоялые дворы.

БОЛОТЫ — деревня, принадлежит генерал-майорше Бегичевой, число жителей по ревизии: 7 м. п., 8 ж. п.; В оной: 

а) Господский дом. Принадлежит губернскому секретарю Ивану Торопогрицкому и чиновнику 7-го класса Вараксину, число жителей по ревизии: 7 м. п., 8 ж. п.;

б) Господский дом. Принадлежит жене его, число жителей по ревизии: 8 м. п., 9 ж. п.;

в) Путиловские 4 харчевни. (1838 год)

Согласно карте профессора С. С. Куторги 1852 года, деревня называлась Болоты.

БОЛОТЬЕ — деревня госпожи Дашковой, по просёлочной дороге, число дворов — 10, число душ — 31 м. п. (1856 год)

БОЛОТА (БОЛОТЬЕ) — деревня и мыза владельческие по железной дороге при реке Луга. (1862 год)

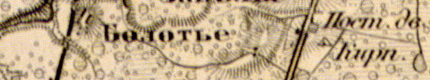
Деревня Болото на карте 1863 года

Согласно карте из «Исторического атласа Санкт-Петербургской Губернии» 1863 года деревня называлась Болотье, близ неё располагались постоялые дворы и кирпичный завод.
В 1885 году усадьбу Болоты приобрел купец 1-й гильдии Александр Семёнович Семёнов.
Согласно материалам по статистике народного хозяйства Лужского уезда 1891 года, усадьба Болоты и пустошь Парлово площадью 945 десятин принадлежали купцу А. С. Семёнову, они были приобретены им в 1885 году за 26 000 рублей. Кроме того, одно имение при селении Болота площадью 171 десятина принадлежало жене подполковника А. С. Чаусова, оно было приобретено до 1868 года; второе имение — площадью 90 десятин, принадлежало купцу Нахиму Семёновичу Гермонту, оно было приобретено в 1887 году.
В XIX — начале XX века деревня административно относилась к Перечицкой волости 1-го земского участка 1-го стана Лужского уезда Санкт-Петербургской губернии.
По данным «Памятной книжки Санкт-Петербургской губернии» за 1905 год деревня называлась Болота, её земли площадью 90 десятин принадлежали дворянину Иосифу Матвеевичу Котовичу.
По данным 1933 года деревня называлась Болото и входила в состав Толмачёвского сельсовета.
C 1 августа 1941 года по 31 января 1944 года — находилась в оккупации.
В 1958 году население деревни составляло 158 человек.
По данным 1966, 1973 и 1990 годов деревня Болото также входила в состав Толмачёвского сельсовета.
В 1997 году в деревне Болото Толмачёвской волости проживали 59 человек, в 2002 году — 60 человек (русские — 95 %).
в 2007 году, в составе Толмачёвского ГП — 27.

## География
Деревня расположена в центральной части района на автодороге 41К-710 (Киевское шоссе — Болото), к западу от автодороги Р23 «Псков» (E 95, Санкт-Петербург — граница с Белоруссией).
Расстояние до административного центра поселения — 8 км.
Расстояние до ближайшей железнодорожной станции Толмачёво — 3 км.
Через деревню протекает река Ящера.

## Демография
| 2007 | 2010 | 2017 |
| ---- | ---- | ---- |
| 27   | ↗34  | ↗38  |

## Улицы
Дачная, Железнодорожная, Камышовая, Луговая, Совхозная.

## Садоводства
Малиновка-2.